# 西井里佳
西井 里佳（にしい りか、1962年9月10日 - ）は、大阪府出身のタレント/フリーランスアナウンサー/レポーター。旧芸名は西井敬子。身長162cm、体重50kg、靴のサイズ24.5cm、血液型はA型。えりオフィス所属。日本大学芸術学部演劇学科卒業。特技はフラメンコ/英会話/茶道、趣味は茶道/ゴルフ/音楽/映画/読書。

## 出演

### テレビ
NHK
大河ドラマ
- 山河燃ゆ
- 春の波涛

伊豆急ケーブルネットワーク
- いい伊豆みつけた

フジテレビ系列
- 拝啓、父上様第10話
- もめん家族
- あによめ
- アテンションプリーズ第4話 － ニュースキャスター 役

日本テレビ系列
- 火曜サスペンス劇場向かいの女  予告ナレーター

テレビ朝日系列
- 内田忠男モーニングショー
- 相棒4,第12話
- 土曜ワイド劇場赤いドレスの女ファッションデザイナー殺人事件

テレビ東京系列
- ときめきマリン

CATV
- ゆく年くる年

### ラジオ
- 岐阜ラジオ - 朝までいっしょ!ラジオバイキング
- ゆうせん - 生きがいチャンネル

### 舞台
- 黒蜥蜴 － 女中 役

### CM
- 小林製薬 命の母A篇
- NTTデータ通信
- WOWOW
- クマヒラ
- 花王 ガードハロー
- 玉姫殿
- 白元
- 日興ビーンズ
- ロッテ フリーゾーンガム
- 塩野義製薬

### 司会
- NTTドコモ
- NECパソコンカルチャー展
- JALキャンペーン・マルチメディアセミナー
- NHK三世代ふれあいキャンペーン
- JR地域留学式典・建設業界発表会

など。

### その他
- ポリスチャンネル ビデオライブラリー 防犯活動
- NHK情報化メディア懇談会
- ショーコスギのタオルサイズ
- おやじの夢、俺の空 - アルファーアビエィション制作